# El Crepúsculo (Bouguereau)
El Crepúsculo (título original en francés Le Crépuscule) es una pintura al óleo sobre lienzo de 1882 de William-Adolphe Bouguereau, ahora en la colección del Museo Nacional de Bellas Artes de La Habana, Cuba. Es la contraparte de La Aurora.